# 门布里斯
门布里斯是德国巴伐利亚州的一个市镇。总面积35.87平方公里，总人口12025人，其中男性5969人，女性6056人（2011年12月31日），人口密度335人/平方公里。

## 友好城市
- 法國 维莱博卡日